# Heiti
Dans la poésie scaldique, un heiti est un mot utilisé en lieu et place d'un autre mot, plus prosaïque, avec lequel il entretient une relation de synonymie ou de métonymie. Il se distingue du kenning, qui consiste à remplacer un terme par une périphrase.

## Types
Certains heiti sont des mots que l'on ne trouve normalement pas en dehors du vers, par exemple, fírar, qui est l'un des nombreux synonymes de menn "hommes, gens". D'autres sont assez courants en prose mais utilisés par les poètes dans un sens spécialisé, comme le salt "sel" pour signifier sjár "mer". Les heiti avait des origines diverses. Certains étaient des mots archaïques : jór "monture", d'autres emprunts : sinjór "seigneur" (du latin senior). Plusieurs sortes de synecdoque et de métonymie ont été employées : barð "partie de la proue d'un navire" pour "navire" dans son ensemble ; gotnar "Goths" pour "hommes" en général; targa "targe" (un type de bouclier) pour "bouclier" en général; stál "acier" pour "armes, guerre". Quelques heiti étaient métaphoriques : hríð "tempête" pour "attaque, bataille". Certains étaient à l'origine des noms propres : Hrotti, Laufi, Mistilteinn et Tyrfingr étaient tous des épées appartenant à des héros légendaires. Il y avait aussi des heiti pour des individus spécifiques, en particulier des dieux (par exemple Grímnir, Fjölnir, Viðrir et bien d'autres pour Odin). Il y avait un grand nombre de heiti pour certains concepts que les poètes traitaient souvent, tels que "homme", "femme", "chef" et les termes pour les armes. Les noms des sækonungar "rois des mers" constituent une autre grande catégorie.

## Exemples
- jór « monture » à la place de hestr « cheval »
- stál « acier » à la place de sverð « épée »

Régis Boyer, La poésie scaldique, Paris, Éditions du Porte-Glaive, 1988